# The Elder Scrolls V: Skyrim
The Elder Scrolls V: Skyrim és el cinquè episodi de la sèrie The Elder Scrolls, de Bethesda Softworks creadora d'altres franquícies d'èxit com Fallout, RAGE o Brink. És un videojoc de rol en el que assumim el paper d'un ex-convicte que resulta ser la persona escollida per una llegenda per alliberar a la província de Skyrim de l'amenaça dels dracs, els quals estan ressuscitant.
El joc està disponible des de l'11 de novembre de 2011 per a Playstation 3, Xbox 360 i PC.

## Saga
- The Elder Scrolls I: Arena
- The Elder Scrolls II: Daggerfall
- The Elder Scrolls III: Morrowind
- The Elder Scrolls IV: Oblivion
- The Elder Scrolls V: Skyrim

## Situació Geogràfica
Skyrim és una de les províncies del món de Tamrriel situada a la zona nord, la seva capital és Soletat. El fet d'estar situat tant al nord fa que el clima en tota la regió sigui fred i estiguin en un hivern gairebé constant. Els llacs congelats i les cavernes plenes d'estalagmites i estalactites de gel són algunes de les localitzacions més habituals que podem visitar en el joc.
Aquest clima tan fred, fa que els seus habitants siguin una gent dura que es reuneix en grans ciutats al voltant de castells per a poder sobreviure junts a les inclemències del temps.
Els nòrdics són els amos i senyors de les ciutats de la comarca, ja que són la raça que millor s'ha adaptat al clima de Skyrim. És per això que la gran majoria de les seves construccions s'assemblen molt a les de la mitologia nòrdica que coneixem.

## Races
La raça d'un personatge és una cosa que sempre es pot veure a simple vista. Afecta tant les característiques externes (color de pell, alçada, fesomia) com als atributs com la força o la intel·ligència.
Hi ha un total de 10 races al joc:
1. Nòrdics: Raça d'humans més comú a Skyrim. Són molt alts i molt robustos, i tenen una força física espectacular, fent-los grans guerrers amb armes de gran envergadura. Tenen una resistència al fred i als danys de glaç màgic d'un 50%.
2. Guàrdies vermells: Són humans de pell fosca i complexió forta. Més que per la força física, destaquen pel seu equilibri entre la força i l'agilitat, i sovint tenen una habilitat natural en el maneig de tota classe d'armes i d'estratègies de combat. Són excel·lents guerrers.
3. Bretons: Habitants de High Rock. Són humans amb una gran resistència màgica, i molt sovint també tenen una naturalesa màgica innata. Solen ser bons mags.
4. Imperials: Humans natius de la província imperial, Cyrodiil, tot i que la seva naturalesa comunicativa i ambaixadora els ha repartit per tot l'Imperi. No són excel·lents lluitadors però sí hàbils diplomàtics i comerciants.
5. Alts Elfs (Altmer): Molt semblant al típic mite dels elfs, són originaris de l'Illa de Summerset i tenen un domini innat de la màgia. De totes les races són els que tenen més poder màgic. Són alts d'estatura i d'orelles punxegudes.
6. Elfs foscos (Dunmer): Originaris de les regions més orientals, en particular Morrowind. Conjuren una hàbil combinació de destresa física i màgia molt adequada pel combat. Són molt resistents al foc. Com el seu nom indica, tenen la pell i els cabells foscos. Són una versió fosca dels Alts Elfs.
7. Elfs del bosc (Bosmer): Són originaris de Valenwood. Baixos i àgils, són unes criatures fugisseres i adaptades als entorns naturals. Els millors arquers de Tamriel i també tenen la capacitat de parlar amb els animals del bosc.
8. Orcs: Elfs corromputs, són de pell verdosa i de complexió gran. Provenen de les muntanyes Wroathgarian de High Rock, on van fundar la seva nació d'Orsinium, i per la seva incomparable força física i habilitat natural en la guerra són excel·lents guerrers, armers i soldats.
9. Argonians: Originaris d'Argonia, són silenciosos i estan altament adaptats a l'entorn. Poden respirar sota l'aigua i tenen immunitat al verí i a les infeccions. Són un híbrid entre humà i rèptil. Tenen el cos cobert d'escates i tenen una llarga cua que recorda la d'un cocodril.
10. Khajiita: Els khajiita són en realitat diverses espècies, que van des d'individus més animals i pràcticament sense intel·ligència humana fins als més "civilitzats". Tenen un cap que recorda a un lleó i una cua de lleó, i el cos recobert de pèl felí. Són àgils per naturalesa i són molt silenciosos. Tenen una destresa en el robatori i l'assassinat.

## Atributs
Cada raça dins del joc té les seves pròpies estadístiques les quals no podem modificar. Depenent de quina raça escollim tindrem més destresa sobre unes habilitats o unes altres.
Al joc s'ha simplificat els atributs a 3: Força, Màgia i Resistència.
- Amb la força augmentem la nostra salut i el mal que fem amb les armes de mà (espases, destrals, dagues, arcs, etc.)
- Amb la màgia augmentem la quantitat de manà que tenim i el mal que fem amb les diferents habilitats i conjurs del joc. Existeixen 3 tipus d'element de màgia: foc, gel i raig.
- Amb la resistència augmentem la quantitat de resistència que tenim per a córrer o realitzar cops amb càrrega i també la capacitat de càrrega que té el nostre personatge per a portar objectes.

Quan pugem de nivell dins del joc ens donen 1 punt que podem distribuir entre un dels 3 atributs i que augmenta en 10 la quantitat de la barra de vida, màgia o resistència.
També ens donen un punt que podem distribuir entre una de les constel·lacions que ens serveixen per personalitzar el nostre personatge. Les diferents constel·lacions les podem classificar en 3 grups depenent del rol que vulguem desenvolupar en el joc, són les següents:
| Guerrer         | Mag         | Lladre            |
| --------------- | ----------- | ----------------- |
| Tirador         | Alteració   | Alquímia          |
| Bloqueig        | Conjurs     | Armadura Lleugera |
| Armadura pesant | Destrucció  | Apertura de panys |
| A una mà        | Il·lusió    | Robar             |
| A dos mans      | Restauració | Sigil             |
| Ferreria        | Encantament | Eloqüència        |

Tot i que estan classificades en 3 grups, es poden mesclar les diferents disciplines per crear personatges híbrids com guerrers que ataquen amb una espasa a una mà i llençar conjurs amb l'altre o un mag que ataqui amb armes creades màgicament.

## Història principal i cadenes de missions secundàries
La història principal ens situa en la pell d'un convicte que després d'una sèrie d'esdeveniments queda lliure i resulta ser l'escollit d'una llegenda que es suposa que alliberarà a la província de Skyrim del retorn dels dracs.
A banda de la missió principal de la història, existeixen unes organitzacions amb les seves pròpies missions independents de la del joc. Aquestes organitzacions allarguen la durada del joc i ens expliquen uns esdeveniments que enriqueixen l'experiència del joc. Aquestes organitzacions són les següents:
- Germandat Fosca
- Col·legi de mags d'Hibernalia
- Els companys
- Gremi dels lladres